# 庞日
庞日（法語：Pange，法語發音：[pɑ̃ʒ]；洛林语：Painge）是法国摩泽尔省的一个市镇，属于梅斯区。

## 地理
庞日（49°5'5"N, 6°21'25"E）面积8.57 平方千米，位于法国大東部大區摩泽尔省，该省份为法国东北部内陆省份，是洛林的一部分，西南接默尔特-摩泽尔省，东临下莱茵省，北与卢森堡和德国接壤。
与庞日接壤的市镇（或旧市镇、城区）包括：库尔塞勒绍西、拉克内克西、迈兹鲁瓦、尼德河畔桑里、科利尼-迈兹里。

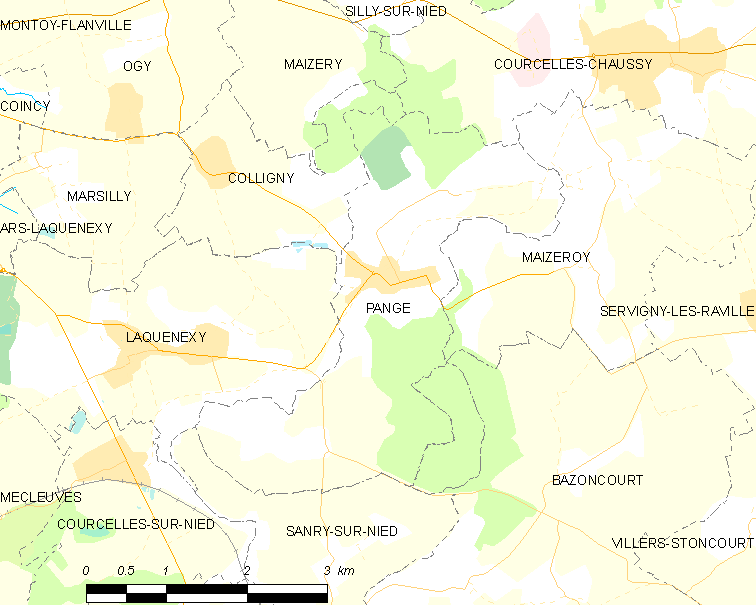
庞日的OSM定位图

庞日的时区为UTC+01:00、UTC+02:00（夏令时）。

## 行政
庞日的邮政编码为57530，INSEE市镇编码为57533。

## 政治
庞日所属的省级选区为梅斯地区县。

## 人口

1962-2008年间庞日人口变化图示

庞日于2022年1月1日时的人口数量为870人。